# Brodavis
Brodavis (лат.) — род вымерших авиал (птиц в широком смысле), принадлежащий к кладе гесперорнисов (Hesperornithes). Возраст остатков скелета, найденных в Северной Америке (США, Канада) и Азии (Монголия), оценивается поздним мелом (кампан и маастрихт). Виды Brodavis, как полагают, являются первыми пресноводными и последними по времени представителями отряда.
Род был выделен в отдельное семейство Brodavidae и описан в 2012 году американским палеонтологом Ларри Мартином (Larry D. Martin; Канзасский университет, Лоуренс), российским биологом Евгением Курочкиным (Evgeny N. Kurochkin; Палеонтологический институт РАН, Москва) и канадским учёным Тимом Токариком (Tim T. Tokaryk; University of Regina, Саскачеван, Канада). К трём описанным ими видам нового рода они добавили ранее известный вид Brodavis varneri (Martin & Cordes-Person, 2007), который в 2007 году открывшие его исследователи Джеймс Мартин (James Martin) и Аманда Кордес-Персон (Amanda Cordes-Person) включили в состав рода Baptornis Marsh, 1877.
- † Brodavis americanus Martin et al., 2012typus — Канада
- † Brodavis baileyi Martin et al., 2012 — США
- † Brodavis mongoliensis Martin et al., 2012 — Монголия
- † Brodavis varneri (Martin & Cordes-Person, 2007) — США

## Этимология
Название роду Brodavis дано в честь палеонтолога и орнитолога профессора Пирса Бродкорба, внёсшего крупный вклад в исследование ископаемых птиц. Вторая часть имени таксона образована от латинского названия птиц (лат. avis).